# Тесалийци
Тесалийците са населението на Антична Тесалия.

## Митология
Древногръцката митология представя Тесалия за родината на Ахил и Язон, както и за цяла поредица митологични същества и народи (кентаври, лапити, фтиоти, мирмидони).

## Омирови племена
Древните племена в Тесалия, споменати от Омир, са еолийците, магнезийците (древните жители на Магнезия), пераеби и пеласгите.

## Класически период
Според Херодот (vii. 176; Veil. Pat. i. 3) по времето на Класическа Гърция местните тесалийци са епирско племе от Теспротия, т.е. епироти-теспроти, което изпърво живяло в Епир. Херодот разказва в своята история, че тези епироти-теспроти нахлули в тогавашна западна Тесалия и прогонили местните пенестаи - древни еолийски жители на тази страна, след което населили и други части на Стареа Елада и най-вече най-плодородните ѝ области, принуждавайки пераебите, магнезийците и ахейските фтиоти да им отдават почит. 

## Класово разслоение
Населението на Антична Тесалия, както и на Лакония се състояло от три класи:
1. пенестаи със статут на илоти;
2. други заварени местни жители, които обитавали областите незаети от тесалийците-нашественици. Те отдадавали почит на новите господари и не участвали в управлението;
3. тесалийци които единствени осъществявали управлението в Антична Тесалия и които били заели земите на пенестаите.